# Colin Friels
Colin Friels (ur. 25 września 1952 w Kilwinning, Szkocja) – australijski aktor telewizyjny, filmowy i teatralny.

## Życiorys
W dzieciństwie mieszkał w Kilbirnie, Ayrshire w Szkocji, aż do roku 1963, kiedy to wraz z rodziną wyjechał do Australii, najpierw mieszkał w Darwin, a następnie na przedmieściach Melbourne w Brighton.
Uczęszczał do szkoły w Sydney – NIDA (National Institute of Dramatic Arts), którą ukończył w 1976 roku. W trakcie nauki jego kolegami byli m.in. Mel Gibson i Linden Wilkinson. W szkole poznał swoją przyszłą żonę – aktorkę Judy Davis.
W roku 1997 cierpiał na raka trzustki. Jednak jego walka z chorobą okazała się skuteczna. W czasie leczenia kontynuował pracę na planie Szczury wodne, aż w końcu wpływ skutków chemioterapii zmusił go do zawieszenia pracy w serialu. W tym czasie jednak, nadal kontynuował swoją pracę – ale na scenie teatralnej, występował w Sydney Theatre Company.
30 października 2002 – australijski sąd nakazał Colinowi zakaz kontaktów ze swoją żoną. Rozłąka małżeńska była krótkotrwała, wkrótce para doszła do porozumienia. Mają dwoje dzieci: Jacka Frielsa (ur. 1987) i Charlotte Friels (urodzone w 1997 r.)

## Kariera
Jego pierwszym filmem był drobny epizod w komedii telewizyjnej Big Toys. Rok później zagrał w dramacie Prisoners – z Tatum O’Neal w roli głównej. Jego pierwszą dużą rolą był udział w Monkey Grip – według adaptacji powieści Helen Garner, gdzie zagrał u boku Noni Hazlehurst.
W 1986 roku zagrał tytułową rolę w Malcolmie, filmie o nieśmiałym geniuszu mechaniki – za tę rolę otrzymał nagrodę AFI Award w 1986 dla najlepszego aktora. Friels został również nominowany do nagrody dla najlepszego aktora w roku następnym za rolę w Ground Zero. Friels później zdobył kolejną nagrodę AFI w 1995 roku za rolę w serialu Halifax f.p.. Friels zagrał w wielu popularnych filmach m.in. Człowiek ciemności, Mroczne miasto, Przypływ uczuć czy Dingo.
Od 2003 Friels występował jako główny bohater w serii telewizyjnej BlackJack.
Największą popularność przyniosła mu rola Franka Hollowaya w serialu Szczury wodne. Przez 4 lata (1996-1999) zagrał w 114 odcinkach tego popularnego serialu.

## Filmografia

### Filmy
- 1980: Big Toys jako
- 1981: Hoodwink jako Robert
- 1981: Prisoners jako Nick
- 1982: Monkey Grip jako Javo
- 1982: For the Term of His Natural Life jako Rufus Dawes
- 1983: Buddies jako Mike
- 1984: The Coolangatta Gold jako Adam Lucas
- 1986: Malcolm jako Malcolm Hughes
- 1986: Kangur, (Kangaroo) jako Richard Somers
- 1987: Raport, (Ground Zero) jako Harvey Denton
- 1987: Przypływ uczuć, (High Tide) jako Mick
- 1988: Grievous Bodily Harm jako Tom Stewart
- 1988: Warm Nights on a Slow Moving Train jako mężczyzna
- 1990: Człowiek ciemności, (Darkman) – Louis Strack
- 1990: Weekend with Kate jako Richard Muir
- 1991: Precedensowa sprawa, (Class Action) jako Michael Grazier
- 1991: Dingo jako John Anderson
- 1993: The Nostradamus Kid jako ksiądz
- 1994: Dobry człowiek w Afryce, (A Good Man in Africa) jako Morgan Leafy
- 1995: Aniołek, (Angel Baby) jako Morris Goodman
- 1995: Poza kresem, (Back of Beyond) jako Connor
- 1996: Opera u czubków, (Cosi) jako Errol
- 1996: Niezawodny Wally, (Mr. Reliable) jako Wally Mellish
- 1998: Mroczne miasto, (Dark City) jako Eddie Walenski
- 2001: Człowiek, który procesował się z Bogiem, (The Man Who Sued God) – David Myers
- 2001: Mój mąż zbójca, (My Husband My Killer) jako Bob Inkster
- 2002: Black and White jako ojciec Tom
- 2003: BlackJack jako Jack Kempson
- 2004: Szukając siebie, (Tom White) jako Tom White
- 2004: Historia Natalie Wood, (The Mystery of Natalie Wood) jako Nick Gurdin
- 2006: Solo jako Jack Barrett
- 2006: Księga objawienia, (The Book of Revelation) jako Olsen
- 2010: Jutro, jak wybuchnie wojna, (Tomorrow, When the War Began) jako dr Clements
- 2010: Para dla Jacka, (Matching Jack) jako profesor Nelson
- 2011: The Eye of the Storm jako Athol Shreve
- 2012: Jack Irish: Bad Debts jako Garth Bruce

### Seriale
- 1992: Policjanci z Mt. Thomas Escape Route, 1 odcinek, jako Lew Campbell
- 1993: Stark, 3 odcinki, jako Sly,
- 1995: Halifax f.p., 1 odcinek, jako Kevin Tait
- 1996-99: Szczury wodne, 114 odcinków, jako detektyw Frank Hollowmay
- 2011: Killing Time, 8 odcinków, jako Lewis Moran
- 2011: Wild Boys, 1 odcinek, jako Mad Dog Morgan

### Teatr
- 1977: Makbet – The Playhouse – Adelaide
- 1979: Hamlet – The Playhouse – Adelaide
- 2001: The School for Scandal – Drama Theatre – Sydney
- 2012: Red – Summer Theatre – Southbank
- 2012: Death of a Salesman – Belvoir Theatre – Surry Hills[4].

## Nagrody i nominacje
- Australijska Akademia Sztuk Filmowych i Telewizyjnych AACTA
  - 1986 wygrana za: Najlepszy aktor, za film Malcolm
  - 1987 nominacja za: Najlepszy aktor, za film Raport
  - 1991 nominacja za: Najlepszy aktor, za film Dingo
  - 1995 nominacja za: Najlepszy aktor w dramacie telewizyjnym za film Halifax f.p.
  - 2004 wygrana za: Najlepszy aktor za film, Szukając siebie[5]